# Международный аэропорт имени Аллама Икбала
Международный аэропорт имени Аллама Икбала (англ. Allama Iqbal International Airport) (ИАТА: LHE, ИКАО: OPLA) — международный аэропорт, расположенный в городе Лахоре, один из крупнейших международных аэропортов Пакистана.

## История

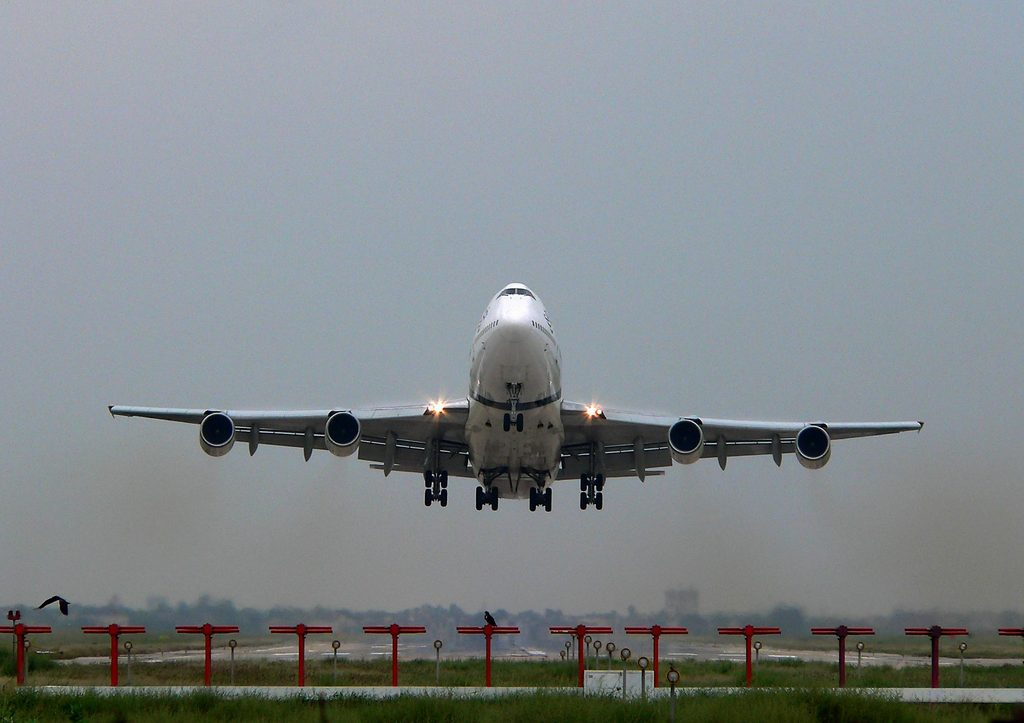
Боинг 747 на взлётно-посадочной полосе

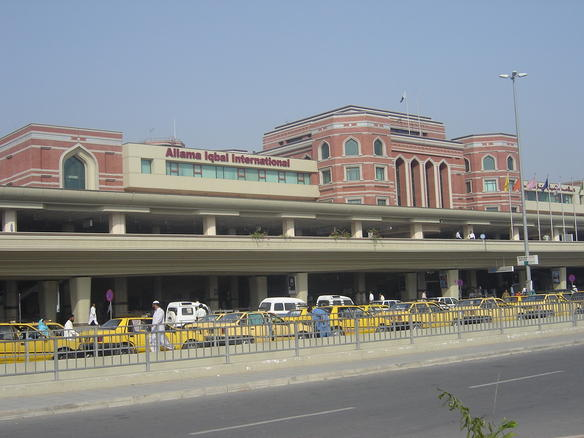
Парковка для автомобилей возле аэропорта.

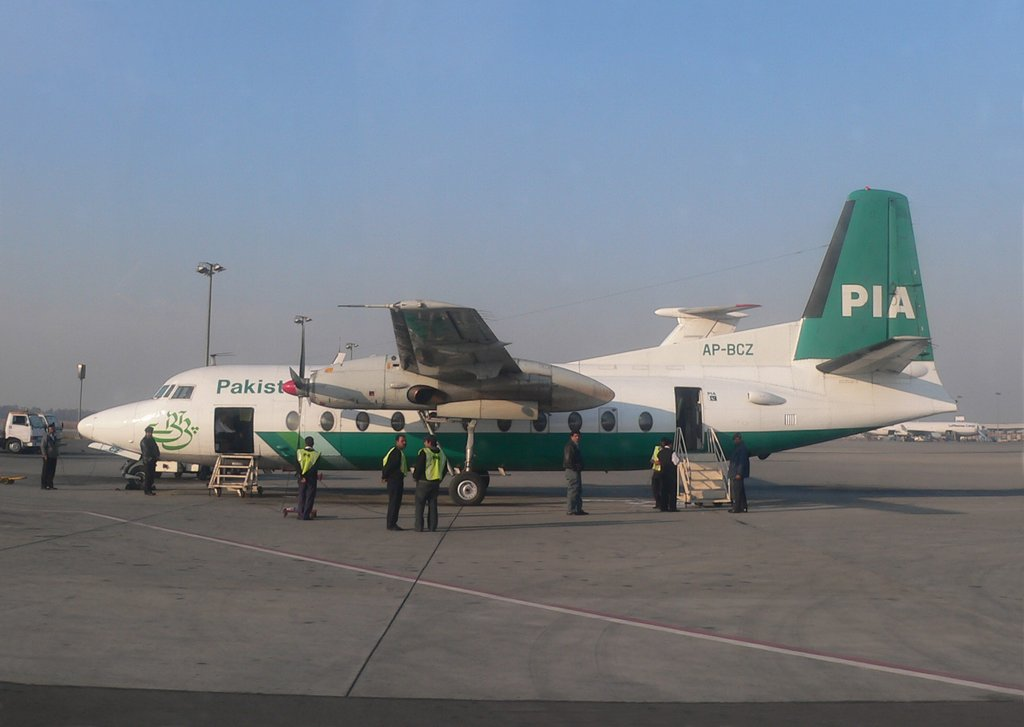
Fokker F27.

Международный аэропорт «Аллама Икбал» был построен в 1962 году, своё название получил в честь известного мусульманского поэта Мухаммада Икбала. В 2008 году была проведена масштабная реконструкция аэропорта.